# ۳۹۴ (میلادی)
۳۹۴ (میلادی) سیصد و نود و چهارمین سال تقویم میلادی است.

## رویدادها
- بهرام شاپور در ارمنستان شرقی به فرمانروایی رسید.

## درگذشتگان
‎